# The Clash (album)
The Clash is het debuutalbum van de Britse punkband The Clash. Het werd uitgebracht in 1977. Het album werd zeer goed ontvangen en in 2003 kreeg het een 77ste plaats toebedeeld in de The 500 Greatest Albums of All Time-lijst van muziekblad Rolling Stone.

## Opname en productie
Het album werd in 1977 opgenomen in het Verenigd Koninkrijk onder het label van Columbia Records (CBS Records). Simon Humphrey, technisch medewerker van CBS werkte mee aan het album, dat geproduceerd werd door geluidsman Mickey Foote, die tevens het geluid regelde bij de liveshows van The Clash. Het album werd in de tegenwoordig niet meer bestaande CBS Whitfield Street Studio No. 3 opgenomen. The Clash was zeer gevarieerd voor een punkalbum, met duidelijke invloeden van reggae en vroege rock-'n-roll.
Het album werd grotendeels bedacht op de achttiende verdieping van een Londens flatgebouw aan Harrow Road, in een flat die gehuurd werd door de oma van leadgitarist Mick Jones, die ook meermalen een concert van The Clash bezocht. Het album werd in drie weekenden opgenomen in CBS Studio 3 in februari 1977. Na de derde van deze drie sessies was het album af, compleet opgenomen en gemixt. De master tapes werden afgeleverd bij CBS begin maart, na een totaal aan productiekosten van slechts £4000.

## Nummers
Het onderwerp van het openingsnummer, "Janie Jones", was de beroemde gelijknamige eigenaresse van een Londens bordeel in de jaren 70. "Remote Control" werd door Mick Jones geschreven na de Anarchy Tour, en bevat verwijzingen naar ambtenaren die concerten tegenhielden, de politie, grote bedrijven en in het speciaal platenmaatschappijen. CBS bracht het nummer uiteindelijk uit als single zonder de band hiervan te verwittigen. "I'm So Bored with the USA" is een nieuwe versie van het door Mick Jones geschreven nummer "I'm So Bored with You", dat het veramerikaniseren van het Verenigd Koninkrijk veroordeelt.

## Tracklist
| Nr. | Titel                        | Schrijver(s)    | Duur |
| --- | ---------------------------- | --------------- | ---- |
| 1.  | Janie Jones                  | Strummer, Jones | 2:05 |
| 2.  | Remote Control               | Strummer, Jones | 3:00 |
| 3.  | I'm So Bored with the U.S.A. | Strummer, Jones | 2:24 |
| 4.  | White Riot                   | Strummer, Jones | 1:55 |
| 5.  | Hate & War                   | Strummer, Jones | 2:04 |
| 6.  | What's My Name               | Keith Levene    | 1:40 |
| 7.  | Deny                         | Strummer, Jones | 3:03 |
| 8.  | London's Burning             |                 | 2:10 |

| Nr. | Titel                | Schrijver(s)             | Duur |
| --- | -------------------- | ------------------------ | ---- |
| 9.  | Career Opportunities | Strummer, Jones          | 1:51 |
| 10. | Cheat                | Strummer, Jones          | 2:06 |
| 11. | Protex Blue          | Strummer, Jones          | 1:46 |
| 12. | Police & Thieves     | Junior Murvin, Lee Perry | 6:00 |
| 13. | 48 Hours             | Strummer, Jones          | 1:34 |
| 14. | Garage Land          | Strummer, Jones          | 3:13 |

## Musici
- Paul Simonon - basgitaar
- Tory Crimes - drums
- Joe Strummer - gitaar, zang
- Mick Jones - gitaar, zang[5]